# Aktionsbündnis Schmerzfreie Stadt Münster
Das Aktionsbündnis Schmerzfreie Stadt Münster war ein ursprünglich auf drei Jahre angelegtes Forschungsprojekt in Münster, bei dem erstmals die Versorgungsrealität einer Kommune untersucht wird. In der Art und Größe ist das Konzept weltweit einzigartig. Es sollte die weltweit größte Patientenerhebung durchgeführt werden, womit eine Verbesserung der Versorgung für Schmerzpatienten erreicht werden sollte. Das Projekt begann im März 2010 und wurde von einem Bündnis getragen – unterstützt von der Stadt Münster, dem Land Salzburg sowie weiteren 15 Kooperationspartnern. Leiter war Professor Jürgen Osterbrink von der Paracelsus Medizinischen Privatuniversität in Salzburg.
Am 13. Januar 2011 hat der damalige parlamentarische Staatssekretär im Bundesgesundheitsministerium Daniel Bahr die Schirmherrschaft über das Projekt übernommen.
Projektförderer, neben der Stadt Münster und dem Land Salzburg, war das Pharmazieunternehmen Mundipharma. Als Schwesterunternehmen des inzwischen insolventen US-amerikanischen Pharmagiganten Purdue Pharma vertrieb es in Deutschland das Schmerzmittel Oxygesic. Dieses Medikament war in den USA unter dem Markennamen Oxycontin erhältlich und wird dort für die Opioidkrise verantwortlich gemacht.
Das Projekt wurde 2015 abgeschlossen.